# Закві
Закві (груз. ზაკვი) — село в Грузії.
За даними перепису населення 2014 року в селі проживає 386 осіб.